# Saint-Mars-d'Outillé
Saint-Mars-d'Outillé là một xã trong tỉnh Sarthe ở tây bắc nước Pháp. Xã này nằm ở khu vực có độ cao từ 74-168 mét trên mực nước biển.